# Ann Cusack
Pour les articles homonymes, voir Cusack.
Ann Cusack est une actrice américaine née le 22 mai 1961 à Brooklyn, New York (États-Unis).

## Biographie
Ann Cusack est née le 22 mai 1961 à Brooklyn, New York (États-Unis). Sa mère, Ann Paula "Nancy" (née Carolan) fut professeur de mathématiques et activiste politique. Son père, Dick Cusack, était acteur, scénariste et producteur.
Elle a deux frères, l'acteur John Cusack et Bill Cusak et deux sœurs, l'actrice Joan Cusack et Susie Cusak.
Tout comme son frère, John et sa sœur Joan, elle a étudié au Piven Theatre Workshop à Evanston, Illinois et au Berklee College of Music à Boston, Massachusetts.

## Filmographie

### Cinéma

#### Longs métrages
- 1992 : Une équipe hors du commun (A League of Their Own) de Penny Marshall : Shirley Baker
- 1993 : Malice d'Harold Becker : Une serveuse
- 1994 : Opération Shakespeare (Renaissance Man) de Penny Marshall : La secrétaire de Bill
- 1995 : Tank Girl de Rachel Talalay : Une femme
- 1996 : Cannes Man de Richard Martini : Kitty Monaco
- 1996 : Mes doubles, ma femme et moi (Multiplicity) d'Harold Ramis : Noreen
- 1996 : Président ? Vous avez dit président ? (My Fellow Americans) de Peter Segal : La guide touristique à la Maison Blanche
- 1996 : Birdcage (The Birdcage) de Mike Nichols : Une femme de la télévision
- 1997 : Tueurs à gages (Grosse Pointe Blank) de George Armitage : Amy
- 1997 : Minuit dans le jardin du bien et du mal (Midnight in the Garden of Good and Evil) de Clint Eastwood : La livreuse
- 1997 : Peoria Babylon de Steven Diller : Candy Dineen
- 1999 : Stigmata de Rupert Wainwright : Dr Reston
- 2000 : De quelle planète viens-tu? (What Planet Are You From?) de Mike Nichols : Liz
- 2006 : Admis à tout prix (Accepted) de Steve Pink : Diane Gaines
- 2006 : Arc de Robert Ethan Gunnerson : Angela Blake
- 2006 : The Sensation of Sight d'Aaron J. Wiederspahn : Deanna
- 2007 : Ma voisine du dessous (The Neighbor) d'Eddie O'Flaherty : Jenny
- 2007 : Cake : A Wedding Story de Will Wallace : Celeste
- 2009 : The Informant! de Steven Soderbergh : Robin Mann
- 2009 : Love at First Hiccup de Barbara Topsøe-Rothenborg : Beatrice
- 2010 : Crooked Lane de Chase Bailey : Ava
- 2014 : Night Call (Nightcrawler) de Dan Gilroy : Linda
- 2016 : Sully de Clint Eastwood : Donna Dent
- 2017 : Heart, Baby d'Angela Shelton : Claire

#### Court métrage
- 2018 : Stand/Still de Tanner Thomason et Shawn-Caulin Young : La femme

### Télévision

#### Séries télévisées
- 1993 : New York Café (Love & War) : Katherine
- 1995 : Arabesque : Margaret Barkley
- 1996 - 1997 : The Jeff Foxworthy Show : Karen Foxworthy
- 1998 : De la Terre à la Lune (From the Earth to the Moon) : Jan Armstrong
- 1998 - 1999 : Maggie : Margaret 'Maggie' Day
- 1999 : Un homme à femmes (Ladies Man) : Delilah
- 2000 : Les Associées (The Huntress) : Melissa Schiffer
- 2001 : Ally McBeal : Rebecca Moore
- 2001 : What About Joan : Ann Gallagher
- 2002 : Star Trek : Enterprise : Maggie
- 2002 : Associées pour la loi (Family Law) : Nancy Emenson
- 2003 : Miracles : Karen Longview
- 2003 : Frasier : Antonia
- 2003 : The Brotherhood of Poland, New Hampshire : Julie Shaw
- 2004 : Les Frères Scott (One Tree Hill) : Dr Nora Thorpe
- 2004 - 2005 : Charmed : Mlle Evelyne Donovan
- 2005 : Six Feet Under : Linda Hoviak
- 2006 : Ghost Whisperer : Grace Dowling
- 2006 : Grey's Anatomy : Susan Grant
- 2006 : Close to Home : Juste Cause (Close to Home) : Martha Harris
- 2006 : Bones : L'avocate de Brianna
- 2006 : The Lost Room : Helen Ruber
- 2007 : Boston Justice : Dr Donna Follette
- 2007 : American Wives : Hannah White
- 2008 : Brothers and Sisters : Jamie
- 2008 : Greek : Karen Cartwright
- 2008 - 2009: The Unit : Comando d'élite (The Unit) : Susan Gillum
- 2009 - 2011 : Private Practice : Susan
- 2010 : Esprits criminels (Criminal Minds) : Sarah Hillridge
- 2010 : US Marshals : Protection de témoins (In Plain Sight) : Melissa Donaldson
- 2010 : The Genesis Files : Jane
- 2011 : Body Of Proof : Gail Whirley
- 2011 : La loi selon Harry (Harry's Law) : Lynette Zales
- 2012 : Scandal : Corinne Stark
- 2012 : Hart of Dixie : Annie Hattenbarger
- 2013 : Masters of Sex : Harriet
- 2014 : Fargo : Juge Mundt
- 2014 : Sullivan and Son : Ellen
- 2015 : Backstrom : Sandy Hale-Cooper
- 2015 - 2016 : Castle : Rita
- 2016 : Grimm : Mme Baske
- 2016 - 2018 : Better Call Saul : Rebecca Bois
- 2017 : Mr. Mercedes : Olivia Trelawney
- 2017 : Tycoon : Catherine Blake
- 2018 : Castle Rock : Warden Porter
- 2019 - 2022 : The Boys : Donna January, la mère d'Annie
- 2020 : Grey's Anatomy : Station 19 : Joan
- 2021 : Good Doctor (The Good Doctor) : Ilana Reeves

#### Téléfilms
- 1992 : Overexposed de Robert Markowitz : Marcy Levin
- 1993 : La Vérité à tout prix (Victim of Love : The Shannon Mohr Story) de John Cosgrove : Annie Britton
- 2001 : Black River de Jeff Bleckner : Mandy
- 2002 : Désordre affectif (My Sister's Keeper) de Ron Lagomarsino : Grace
- 2006 : Virus, nouvelle menace (Fatal Contact: Bird Flu in America) de Richard Pearce : Denise Connelly

## Voix françaises
- Dorothée Jemma dans :
  - Ally McBeal (2001)
  - Boston Justice (2007)

Mais aussi :
- Karin Viard dans Tank Girl (1995)
- Juliette Degenne dans Stigmata (1999)
- Danièle Douet dans Admis à tout prix (2006)
- Caroline Beaune dans American Wives (2007)
- Brigitte Virtudes dans The Unit : Commando d'élite (2008-2009)
- Anne Rondeleux dans The Informant! (2009)
- Élisabeth Fargeot dans Sully (2016)
- Isabelle Gardien dans Mr. Mercedes (2017)
- Marie-Frédérique Habert dans The Boys (2019-2020)